# BLUE MOON STONE
『BLUE MOON STONE』（ブルー・ムーン・ストーン）は、チェッカーズの10枚目のアルバム。1992年6月19日、ポニーキャニオンより発売。2004年3月17日に再リリースされている。

## 解説
チェッカーズ最後のオリジナル・アルバム。
7枚目のアルバム『Seven Heaven』（1989年）以来3年振りにシングル曲を収録している。
本作は1992年6月29日付けのオリコンチャートにて最高位2位となり、登場回数は12回で売り上げ枚数は25.0万枚となった。

## 収録曲
| 全作詞: 藤井郁弥（#2を除く）、全編曲: THE CHECKERS FAM.。 |                               |                       |            |      |
| #                                                         | タイトル                      | 作詞                  | 作曲       | 時間 |
| 1.                                                        | 「Count up '00s」             | 藤井郁弥 （#2を除く） | 藤井尚之   | 5:24 |
| 2.                                                        | 「FINAL LAP（Instrumental）」 | 藤井郁弥 （#2を除く） | 藤井尚之   | 3:56 |
| 3.                                                        | 「Blue Moon Stone」           | 藤井郁弥 （#2を除く） | 藤井尚之   | 4:33 |
| 4.                                                        | 「もしも明日が…」             | 藤井郁弥 （#2を除く） | 藤井尚之   | 3:54 |
| 5.                                                        | 「Sea of Love」               | 藤井郁弥 （#2を除く） | 武内享     | 5:14 |
| 6.                                                        | 「マリー」                    | 藤井郁弥 （#2を除く） | 鶴久政治   | 3:13 |
| 7.                                                        | 「ひとりきり2nd.Ave.」        | 藤井郁弥 （#2を除く） | 鶴久政治   | 5:11 |
| 8.                                                        | 「Yellow cab」                | 藤井郁弥 （#2を除く） | 大土井裕二 | 3:45 |
| 9.                                                        | 「Don't Cry Sexy」            | 藤井郁弥 （#2を除く） | 武内享     | 6:40 |
| 10.                                                       | 「Smiling like children」     | 藤井郁弥 （#2を除く） | 武内享     | 6:15 |
| 11.                                                       | 「Rainbow Station」           | 藤井郁弥 （#2を除く） | 大土井裕二 | 5:44 |
| 合計時間:                                                 | 合計時間:                     | 合計時間:             | 53:49      |      |

### 楽曲解説
1. Count up '00s
2. FINAL LAP（Instrumental）
3. Blue Moon Stone
29枚目のシングル。
4. もしも明日が…
5. Sea of Love
6. マリー
鶴久がリードボーカル。
7. ひとりきり2nd.Ave.
8. Yellow cab
高杢がリードボーカル。
9. Don't Cry Sexy
シングル「Blue Moon Stone」のカップリング。
10. Smiling like children
11. Rainbow Station